# Inside Out Music
Inside Out Music is een Duits onafhankelijk platenlabel. Het is gericht op progressieve rock, progressieve metal en verwante muziekstijlen. Oorspronkelijk opereerde het bedrijf vanuit Kleef in de deelstaat Noordrijn-Westfalen. In 2009 fuseerde het met Century Media Records en werd het hoofdkantoor verplaatst naar Dortmund, in dezelfde deelstaat.

## Geschiedenis
Het platenlabel werd in 1996 opgericht door Thomas Waber. Het begon met het heruitgeven van albums van Amerikaanse progmetalbands zoals Symphony X en Shadow Gallery. Hierna werden toonaangevende progressieve artiesten als Steve Hackett ingelijfd. Er werd een wereldwijde contract gesloten met het Duitse platenlabel SPV GmbH. Ook richtte het label een Amerikaanse tak op, Inside Out US in Pittsburgh (Pennsylvania).
In 2009 moest SPV het faillissement aanvragen. InsideOut maakte een doorstart met Century Media Records, dat een wereldwijd distributiecontract had met EMI.
Meerdere toonaangevende retro-prog-bands hebben een contract bij Inside Out, zoals The Flower Kings, Spock's Beard, Pain of Salvation en Transatlantic.
Onder het sublabel Revisited Records brengt Inside Out ook heruitgaven uit van krautrock.
Voor albumhoezen wordt regelmatig gebruikgemaakt van de omgeving van het hoofdkantoor. Een voorbeeld hiervan is het meer op het album Subsurface van de Engelse band Threshold. Daarnaast worden albums vaak in speciale uitvoeringen uitgegeven, met onder meer extra liedjes of uitgebreide boekwerken.
In 2013 won oprichter Waber de "Guiding Light"-award bij de Progressive Music Awards.